# غريغ جاكسون (لاعب اتحاد الرغبي)
غريغ جاكسون (بالإنجليزية: Greg Jackson)‏ هو لاعب اتحاد الرغبي جنوب أفريقي، ولد في 7 مارس 1996 في بيترماريتزبرغ في جنوب أفريقيا.